# Olga Igorewna Saizewa
Olga Igorewna Saizewa (russisch Ольга Игоревна Зайцева, engl. Transkription Olga Zaytseva; * 10. November 1984 in Kaliningrad, Sowjetunion) ist eine russische Leichtathletin.
2005 gewann Olga Saizewa bei den U23-Europameisterschaften in Erfurt die Goldmedaille im 400-Meter-Lauf mit einer Zeit von 50,72 s.
Am 28. Januar 2006 verbesserte sie zusammen mit Julija Guschtschina, Olga Kotljarowa und Olesja Forschewa in Glasgow den U23-Weltrekord in der 4-mal-400-Meter-Staffel auf 3:23,37 min, der bis heute (Stand: Oktober 2008) nicht gebrochen wurde.
Bei den Europameisterschaften 2006 in Göteborg gewann sie die Bronzemedaille über 400 Meter und wurde zusammen mit Swetlana Pospelowa, Natalja Iwanowa und Tatjana Weschkurowa mit der 4-mal-400-Meter-Staffel Europameister.

## Persönliche Bestzeiten
- 200 m: 22,67 s, 14. Juni 2006, Tula
- 400 m: 49,49 s, 16. Juli 2006, Tula